# Malagikurli, Sorab
Malagikurli là một làng thuộc tehsil Sorab, huyện Shimoga, bang Karnataka, Ấn Độ.